# ايغناسيو دراغو
ايغناسيو دراغو (بالإسبانية: Ignacio Drago)‏ (27 أكتوبر 1985 بليما في بيرو - ) هو لاعب كرة قدم بيروفي في مركز حراسة المرمى. لعب مع خوان أوريتش وسيينسيانو واتحاد هوارال وDeportivo Coopsol ‏ وسبورت بويز وTotal Chalaco ‏.

## وصلات خارجية
- ايغناسيو دراغو على موقع قاعدة بيانات كرة القدم.إي يو (الإنجليزية)
- ايغناسيو دراغو على موقع Soccerway.com (الإنجليزية)